# Martin Reimer
Martin Reimer (født 14. juni 1987) er en tysk tidligere landevejscykelrytter. Han blev professionel på Cervélo TestTeam i 2009 og vandt samme år landevejsløbet under det tyske mesterskab.

## Sejre
2008
- Tysk mester – landevejsløb (U23)

2009
- 4. plads Giro del Mendrisiotto
- Tysk mester – landevejsløb